# William H. Calkins
William Henry Calkins, född 18 februari 1842 i Pike County, Ohio, död 29 januari 1894 i Tacoma, Washington, var en amerikansk politiker (republikan). Han var ledamot av USA:s representanthus 1877–1884.
Calkins efterträdde 1877 William S. Haymond som kongressledamot. Han avgick från sitt uppdrag i kongressen år 1884. I guvernörsvalet i Indiana 1884 besegrades Calkins av Isaac P. Gray.
År 1889 tjänstgjorde Calkins som domare i Washingtonterritoriets högsta domstol i några månader innan delstaten Washington upptogs i unionen. Han är begravd på Tacoma Cemetery i Tacoma.